# الفرع آل القيدة

تعديل مصدري - تعديل

الفرع آل القيده هي إحدى قرى عزلة  الوضيع بمديرية الوضيع التابعة لمحافظة أبين، بلغ تعداد سكانها 105 نسمة حسب تعداد اليمن لعام 2004.